# Mohammad Reza Shayarián
Mohammad Reza Shayarián(en persa, محمدرضا شجریان, Mohammad Rezâ Šaŷariân; Mashhad, 23 de septiembre de 1940-Teherán, 8 de octubre de 2020) fue un cantante y compositor iraní de fama internacional. Ha sido calificado como el mayor maestro vivo de la música tradicional persa. Shayarián fue conocido también como calígrafo y por su implicación en actividades caritativas.
Hasta su muerte, Mohammad Reza Shayarián presidía la asamblea superior de la Casa de la Música de Irán. Es también fundador y solista de la Orquesta Shahnaz, dirigida por Mayid Derajshaní.

## Biografía
Mohammad Reza Shayarián nació en Mashhad el 23 de septiembre de 1940. Empezó a cantar ya de niño, educándole la voz su padre, recitador del Corán. Su voz fue emitida públicamente por vez primera, con una recitación coránica, a la edad de 12 años en la emisora regional Radio Jorasán. En ese mismo año comenzó a estudiar el radif, repertorio canónico de la música culta persa.
En el año 1957, ingresó en un centro de preparación de maestros, donde por primera vez entró en contacto con un profesor de música y canto, el profesor Yaván. Desde dos años más tarde, en 1959, comenzó a cantar y recitar de modo regular y altruista en Radio Jorasán. En 1960, tras diplomarse, empieza a trabajar en una escuela y comienza a tocar el santur. En 1961, comienza a familiarizarse con la notación musical y a estudiar el santur con el profesor Ŷalâl Ajbârí. Empieza a fabricar santures buscando la forma de mejorar su sonido. El 11 de agosto de 1962, se casa en Mashhad con Farjondé Golafshán, también maestra de escuela, y comienza con ella una vida matrimonial de treinta años que dará como fruto tres hijas y un hijo. En 1963, es designado director del dabestán del pueblo de Shâhâbâd, cercano a Mashhad. Nace su hija Rahelé y fabrica su primer santur en madera de morera. En 1965 nace su segunda hija, Afsané (futura esposa de Parviz Meshkatián), y Shayarián es trasladado a Mashhad.
En 1966, es trasladado a Teherán, donde enseña en un dabirestán (centro de enseñanza secundaria). Conoce a Ahmad Ebadí, maestro (ostad) del setar e hijo de Mirzâ Abdollâh Farâhâní, recopilador del radif. Estudia canto con el maestro Esmaíl Mehrtash e inicia estudios de caligrafía en la recientemente fundada Asociación de Calígrafos de Irán, con los maestros Ebrahim Buzarí y Hasán Mirjaní. En verano conoce al maestro del santur Reza Varzandé y en otoño comienza a colaborar con Radio Irán, usando hasta 1971 el pseudónimo «Siavash Bidkaní» por la oposición de su familia a esta actividad. En 1968, es trasladado de la enseñanza al ministerio de Recursos naturales. En 1969 nace su tercera hija, Možgân. En ese año, llega a Irán la frecuencia modulada y Shayarián graba por primera vez acompañando con el santur en estéreo a Ahmad Emadí. Comienza a participar en la anual Fiesta del Arte de Shiraz. Es aceptado como discípulo por el maestro calígrafo Hosein Mirjaní.
En 1970, comienza a trabajar en la televisión iraní con la serie de programas Haft Shahr-e Eshq y pasa con éxito las pruebas de caligrafía de alto nivel del ministerio de Cultura y arte. Al año siguiente, conoce al maestro Faramarz Payvar y comienza a aprender con él el santur y el radif de canto clásico persa. Comienza también a colaborar con el reconocido poeta comunista tudeí Hušang Ebtehâŷ en los programas radiofónicos Golhâ-ye Tâzé. En 1972 empieza a estudiar el radif de canto con el maestro Abdollâh Davvâmí. Participa en un concierto en el norte de Irán.
El año 1972 estará marcado por su encuentro con el maestro Nur Alí Borumand, y el estudio con él del estilo de canto de Seyed Hasán Tâherzâdé en el Centro de Conservación y Difusión de la Música, donde trabará amistad con el grupo de músicos compuesto por Mohammad Reza Lotfí, Nâser Farhangfar, Hosein Alizadé, Ŷalal Zolfonún y otros. Al año siguiente hace una gira con Ahmad Ebadí por India, Pakistán y Afganistán. Viaja también a China y Japón como invitado especial al inaugurarse las líneas aéreas entre Irán y estos dos países asiáticos.
En 1975 nace su primer hijo varón, Homayún. La radiotelevisión estatal lo envía de gira primaveral a Estados Unidos de América y abandona el empleo en el ministerio de Recursos naturales para consagrarse al trabajo en la radio. Rompe el contacto con el Centro de Conservación y Difusión, y prosigue sus estudios de canto con Nur Alí Borumand. En 1976 realiza conciertos de gran éxito con músicos de renombre como Paivar, Abdolvahhâb Shahidí, Lotfí, Farhangfar…, uno de ellos en el mausoleo de Hafez de Shiraz. Abandona la radio y pasa a grabar discos de canto tradicional persa con el Centro de Desarrollo Intelectual de la Infancia y la Adolescencia Continúa estudiando el canto al estilo de Tâherzâdé en el domicilio del maestro Borumand hasta el fallecimiento de Rezâ Varzandé y de este. Comienza a grabar canciones antiguas junto con Abdollâh Davvâmí, y obtiene el primer premio en el concurso nacional de recitación del Corán.
En marzo de 1978, funda la discográfica Delawaz (دل‌آواز) para producir él mismo su propio trabajo, y participa además en la creación del centro Chavosh (چاوش, «Heraldo») junto a Hušang Ebtehâŷ y Mohammad Reza Lotfí. El año lo marcan también su encuentro con el investigador y musicólogo Gholâmrezâ Dâdbeh Ŷânsuz, con quien comienza a profundizar en el estudio académico de la cultura persa tradicional y, dentro del ambiente de creciente crispación política, el abandono de la enseñanza en la facultad de Bellas Artes de la Universidad de Teherán poco después de iniciarlo por cerrarse la facultad y el abandono, junto a Ebtehâŷ, de la colaboración con la radio –alegando la emisión por las cadenas de la televisión estatal de «canciones vulgares»–. En ese ambiente, Shayarián graba varias canciones de tono patriótico y se dedica a enseñar a sus alumnos.
Tras la Revolución de 1979, incrementa su colaboración con Parviz Meshkatián y prosigue su labor grabando discos, y en 1982 actúa dentro de la embajada italiana, junto a Meshkatián y Naser-e Farhangfar, tras tres años sin conciertos públicos debidos al ambiente de duelo y austeridad instaurado por la guerra frente a la invasión iraquí en un contexto de revolución cultural reislamizadora que eliminó también la música de la radio durante largos años –aunque Shayarián seguiría grabando entre dos y cinco álbumes anuales–. En 1987, comienza a efectuar giras por Europa junto a la orquesta Aref.
En 1989, terminada la guerra, logra organizar tres noches de concierto en homenaje al poeta clásico Hafez de Shiraz en el auditorio Vahdat de Teherán. Prosigue los conciertos en Europa en primavera y otoño, incluyendos dos conciertos en Barcelona por invitación del ayuntamiento de esta ciudad junto a Hosein Omumí (ney), Dâriuš Talâí (tar) y Ŷamšid Šemirâní (tombak).
En 1990, Shayarián viaja a Tayikistán invitado por el ministro de Cultura y arte de este país, e igualmente viaja y toca en Estados Unidos de América, en particular en un concierto benéfico en Los Ángeles en que se recogieron fondos de ayuda para los afectados por el terremoto de Rudbar, y da cinco conferencias sobre la música persa en universidades estadounidenses. Al año siguiente, multiplica los conciertos en Irán: cinco en los Jardines de Eram, ocho benéficos en el centro de cultura Farhangsarâ-ye Bahmán destinados al desarrollo de los barrios pobres del sur de Teherán, y cinco en los jardines del Palacio de Chehel Sotún de Ispahán. Se separa de su esposa.
En 1992, Mohamad Reza Shayarián contrae matrimonio con su segunda mujer, Katâiún Jânsârí. Vuelve a tocar en Estados Unidos y organiza su primer concierto, en Teherán, con su hijo Homaiún Shayarián y con Hâbil Alí F. Durante el resto de la década, seguirá publicando álbumes de manera regular y organizando conciertos en Europa y en Irán, tanto en Teherán como en provincias, tanto lucrativos como benéficos. Nace su hijo Raián en 1997.
A raíz de las reformas aperturistas emprendidas por el presidente Mohammad Jatamí (1997-2005), el progresivo regreso de distintos tipos de música a las emisoras y televisiones iraníes incluyó también la vuelta a las ondas de la voz de Shayarián, más allá de sus recitaciones religiosas, emitidas a menudo y en particular durante el mes de ramadán.
En 1999 vuelve a publicar álbumes de recitación coránica tras haber recibido en París la Medalla Picasso de la UNESCO de manos de Federico Mayor Zaragoza. Es muy recordado el concierto ofrecido en 2004 en beneficio de los damnificados por el terremoto de Bam de 2003 junto a Keihán Kalhor (kamanché), Hosein Alizadé (tar) y su hijo Homaiún Shayarián (tombak y voces), con quienes grabó también varios álbumes en esta época.
A partir del año 2007, Shayarián se concentró en la colaboración con la orquesta Âvá, compuesta por su hijo Homaiún (tombak y voces), Hosein Behruziniá (barbat), Mayid Derajshaní (tar), Hosein Rezâiniá (adufe) y Saíd Faraŷpurí (kamanché). En los años 2010, 2011 y 2012 efectuó sendas giras por Australia, Reino Unido, Turquía, Estados Unidos y Europa junto a su hija Možgán y la orquesta Shahnâz, bautizada en honor al maestro del tar tar Ŷalil Šahnâz, cuyos gastos médicos sufraga parte de los beneficios de la orquesta.

## Implicación política
A raíz del movimiento de protestas acaecido tras las elecciones presidenciales de Irán de 2009, Mohammad Reza Shayarián se significó con una carta dirigida a Ezzatollâh Zarghâmí, director de la radiotelevisión estatal iraní en la que reclamaba que esta cesase de emitir sus interpretaciones, y se reafirmó en el mismo sentido en declaraciones a BBC Persa. IRIB había hecho un uso copioso de las obras de Shayarián en los días precedentes a la votación, en particular de la pieza Ey Irân, sarâ-ye omid! («¡Oh, Irán, casa de esperanzas!») y de otros himnos patrióticos.

## Creación de nuevos instrumentos
Mohammad Reza Shayarián es conocido también por su faceta de lutier creador de una gama de instrumentos que pretenden ampliar la gama de sonidos de la música persa. En una exposición organizada en Teherán entre el 9 y el 12 de mayo de 2011, Shayarián presentó 14 instrumentos nuevos fabricados por él que la orquesta Shahnaz había venido utilizando progresivamente en los últimos años: shahrâshub, shahrâshub alto, sorâhí y sorâhí alto entre los instrumentos derivados del kamanché; shahnavâz y bamsorâhí, cercanos al violonchelo; shâhsorahí, aparentado al contrabajo; kereshmé, bârbad y sâghar, en la familia del tar; y, por último, rubab alto y tondar en la serie del rubab. A propósito de estos instrumentos, Shayarián declaró: «En los conciertos que damos, vamos introduciendo estos instrumentos nuevos entre los tradicionales para que de manera progresiva encuentren su lugar entre los oyentes. No se pueden sacar al escenario todos de una vez, no sería correcto».